# Tariq Anwar (Filmeditor)
Tariq Anwar (* 21. September 1945 in Neu-Delhi, Britisch-Indien) ist ein britischer Filmeditor. Er war seit Beginn der 1970er Jahre für den Schnitt von über 50 Fernseh- und Filmproduktionen verantwortlich. Für seine Arbeit an den Spielfilmen American Beauty (1999) und The King’s Speech (2010) wurde er zweimal für den Oscar nominiert.

## Biografie

### Ausbildung und Anfänge als Filmeditor
Tariq Anwar wurde in Neu-Delhi (anderen Angaben zufolge in Lucknow) geboren und hat persische Vorfahren. Sein Vater war der muslimische indische Schauspieler Rafiq Anwar. Seine Mutter Edith Reich war eine aus Österreich geflohene Jüdin. Tariq Anwar lebte mehrere Jahre in Mumbai, ehe er als Sechsjähriger mit seiner Familie nach Großbritannien übersiedelte. Dort wuchs er in London auf und besuchte die Universität. Obwohl Anwar nie den Plan verfolgt hatte, im Filmgeschäft Fuß zu fassen, wurde er durch seinen Vater an die britische Filmindustrie herangeführt. Er begann als Fahrer für eine Produktionsfirma für Dokumentarfilme zu arbeiten und war Mitte der 1960er Jahre bald dritter Regieassistent. Er bevorzugte aber lieber die Arbeit im Schneideraum, die er als Auszubildender kennengelernt hatte („Es schien viel zivilisierter zu sein.“). Obwohl er einen Platz an der London School of Film Technique sicher hatte, wurde ihm kein Darlehen bewilligt, da ihm zuvor erfolglos ein Mathematik- und Physikstudium finanziert worden war. Als Anwar keine Arbeit mehr beim Film fand, wechselte er zum Fernsehen.
In den frühen 1980er Jahren wechselte Anwar zur BBC, wo er ernsthaft als Editor zu arbeiten begann. Dort verbrachte er 18 Jahre und wirkte an Projekten verschiedenster Genres mit – von Fernsehdramen, über Nachrichtensendungen und Kinderprogrammen bis hin zu Dokumentationen aus den Bereichen Musik, Kunst, Geschichte und Geografie. Erfolg war ihm erstmals mit seiner Arbeit am Mehrteiler Oppenheimer (1980) beschieden, in dem Sam Waterston die Titelrolle des gleichnamigen Physikers und „Vaters der Atombombe“ übernahm. Die BBC-Produktion brachte Anwar 1981 gemeinsam mit der BBC2-Playhouse-Folge Caught on a Train (1980) den BAFTA TV Award ein. Drei weitere Male sollte er für den britischen Fernsehpreis nominiert werden, ehe er sich ab Anfang der 1990er Jahre mit David Wheatleys Der Marsch (1990) dem britischen Kino zuwandte. 1994 arbeitete Anwar gemeinsam mit dem Theaterregisseur Nicholas Hytner an dessen Spielfilmdebüt King George – Ein Königreich für mehr Verstand. Die preisgekrönte Theaterverfilmung brachte ihm seine erste Nominierung für den British Film Academy Award ein. Daraufhin wirkte Anwar auch an Hytners folgenden Kinoproduktionen Hexenjagd (1996), Liebe in jeder Beziehung (1998) und Center Stage (2000) mit.

### Oscar-Nominierungen für „American Beauty“ und „The King’s Speech“
Weiterhin war Anwar für so bekannte britische Filmregisseure wie Sam Mendes, Iain Softley oder Richard Eyre tätig. Für Mendes’ vielfach preisgekröntes Kinodebüt American Beauty erhielt er 1999 gemeinsam mit Christopher Greenbury erstmals den British Film Academy Award als bester Editor sowie seine erste Oscar-Nominierung für den besten Schnitt zugesprochen. Greenbury hatte die angefangene Arbeit an American Beauty nach einem Angebot von Peter und Bobby Farrelly aufgegeben. Anwar nahm daraufhin seinen Platz ein und orientierte sich wie sein Vorgänger an der Filmmusik Thomas Newmans. Unter Zustimmung von Mendes überarbeitete er unter anderem die finalen Filmsequenzen. Das Ende des Films wies ursprünglich eine Laufzeit von fast zehn Minuten auf und beinhaltete – gemäß dem Drehbuch Alan Balls – Bluescreen-Aufnahmen, in denen Hauptdarsteller Kevin Spacey durch den Himmel flog. Diese Szenen, die Anwar an die Filmkomödie Mary Poppins erinnerten, wurden nicht in die finale Kinofassung aufgenommen.
An den Erfolg von American Beauty konnte Anwar 2010 mit Tom Hoopers Historiendrama The King’s Speech anknüpfen. Dabei kürzte er die Geschichte um den stotternden britischen Prinzen Albert (gespielt von Colin Firth) gemeinsam mit Hooper auf eine zweistündige Kinofassung. Die größte Herausforderung war es laut Anwar, den Film zu kürzen, „ohne irgendeine Geschichte zu verlieren“. Seine Arbeit brachte Anwar seine zweite Oscar-Nominierung sowie den Europäischen Filmpreis ein.
Anwar arbeitet gerne mit Regisseuren mit Bühnenhintergrund zusammen, da sie seiner Erfahrung nach über ein besseres erzählerisches Gespür und größere Kritikfähigkeit verfügen. Auch würden diese bessere Leistungen von ihren Darstellern abrufen. Obwohl Anwar angibt, kein bestimmtes Filmgenre zu bevorzugen, hegt er eine Abneigung gegenüber Actionsequenzen, die er als „langweilig“ empfindet. Im Gegensatz zu schnellen Schnitten, die seiner Meinung nach viele Fehler verbergen können, seien langsame Dialogsequenzen beim Filmdrama oft schwieriger zu terminieren („Und etwas wie die umherfliegende Tüte in ,American Beauty‘ – das gibt mir weit mehr Freude, auch wenn ich nicht wirklich irgendetwas mit der Szene tat. Es ist solch ein Nervenkitzel.“). Beim Schnittprozess lässt er sich gerne von Musikstücken indischer Künstler inspirieren, darunter Perkussionsstücke und Werke von Zakir Hussain oder Ravi Shankar.
Tariq Anwar lebt in Eton (Berkshire) und unterhält ein Schnittstudio in Soho (London). Aus der Beziehung mit der britischen Schauspielerin Shirley Hills stammt seine Tochter Gabrielle Anwar (* 1970), die ebenfalls als Schauspielerin tätig ist.

## Filmografie (Auswahl)
- 1980: Oppenheimer (Fernsehmehrteiler)
- 1986: The Monocled Mutineer (Fernsehserie, Folge: A Dead Man on Leave)
- 1987: Fortunes of War (Fernsehmehrteiler)
- 1989: Summer’s Lease (Fernsehmehrteiler)
- 1990: Der Marsch (The March)
- 1991: Unter Verdacht (Under Suspicion)
- 1992: Undercover – Geiseln des Terrors (The Hostage)
- 1994: Doomsday Gun – Die Waffe des Satans (Doomsday Gun)
- 1994: Vaterland (Fatherland)
- 1994: King George – Ein Königreich für mehr Verstand (The Madness of King George)
- 1995: The Grotesque
- 1996: Hexenjagd (The Crucible)
- 1997: Wings of the Dove – Die Flügel der Taube (The Wings of the Dove)
- 1998: Liebe in jeder Beziehung (The Object of My Affection)
- 1998: Cousine Bette (Cousin Bette)
- 1999: Alien Love Triangle (Kurzfilm)
- 1999: Tee mit Mussolini (Tea with Mussolini)
- 1999: American Beauty
- 2000: Center Stage
- 2000: Greenfingers – Harte Jungs und zarte Triebe (Greenfingers)
- 2001: Focus
- 2002: Leo – Der Mörder und das Kind (Leo)
- 2003: Sylvia
- 2004: Stage Beauty
- 2006: Der gute Hirte (The Good Shepherd)
- 2008: American Crude
- 2008: Der Andere (The Other Man)
- 2008: Zeiten des Aufruhrs (Revolutionary Road)
- 2009: Gesetz der Rache (Law Abiding Citizen)
- 2010: Scorpio Men on Prozac Poster
- 2010: The King’s Speech
- 2012: Große Erwartungen (Great Expectations)
- 2013: Libertador
- 2015: The Lady in the Van
- 2016: Verräter wie wir (Our Kind of Traitor)
- 2017: The Secret Man (Mark Felt: The Man Who Brought Down the White House)
- 2020: One Night in Miami
- 2020: Der Spion (The Courier)
- 2024: William Tell

## Auszeichnungen
- 1981: BAFTA TV Award für Oppenheimer und BBC2 Playhouse – Caught on a Train
- 1987: BAFTA-TV-Award-Nominierung für The Monocled Mutineer
- 1987: BAFTA-TV-Award-Nominierung für Fortunes of War
- 1987: BAFTA-TV-Award-Nominierung für Summer’s Lease
- 1995: BAFTA-Nominierung für American Beauty
- 2000: Satellite-Award-Nominierung für American Beauty (gemeinsam mit Christopher Greenbury)
- 2000: Eddie-Award-Nominierung für American Beauty (gemeinsam mit Christopher Greenbury)
- 2000: Oscar-Nominierung für American Beauty (gemeinsam mit Christopher Greenbury)
- 2000: BAFTA Award für American Beauty (gemeinsam mit Christopher Greenbury)
- 2011: Eddie-Award-Nominierung für The King’s Speech
- 2011: Oscar-Nominierung für The King’s Speech
- 2011: Europäischer Filmpreis für den Besten Schnitt von The King’s Speech